# Zhanghuabang
Zhanghuabang (chiń. 张华浜站) – stacja początkowa metra w Szanghaju, na linii 3. Zlokalizowana jest pomiędzy stacjami Songbin Lu oraz Songfa Lu. Została otwarta 18 grudnia 2006.